# Spoiler (aerodynamik)

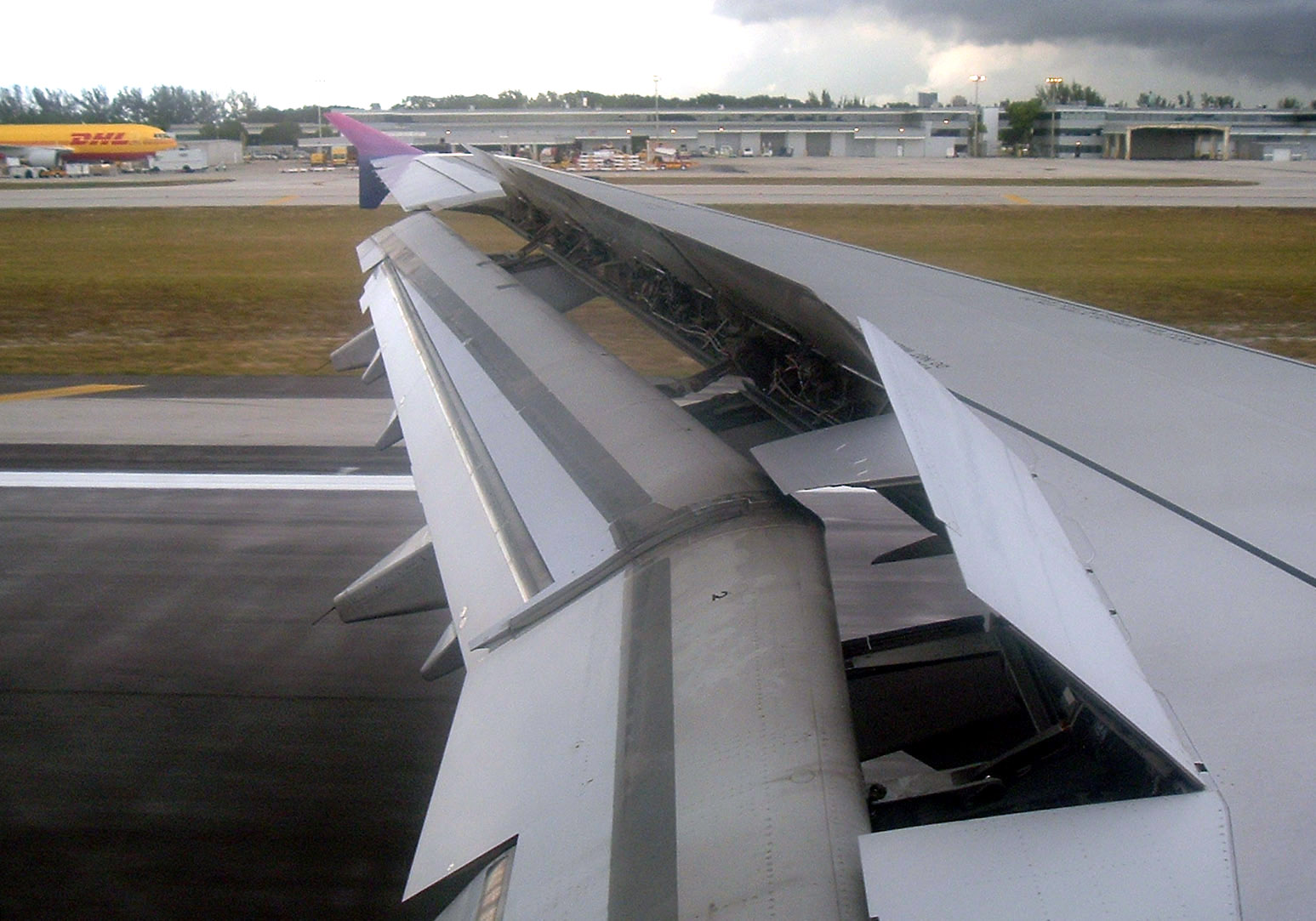
Lyftkraftspoiler på ett flygplan.

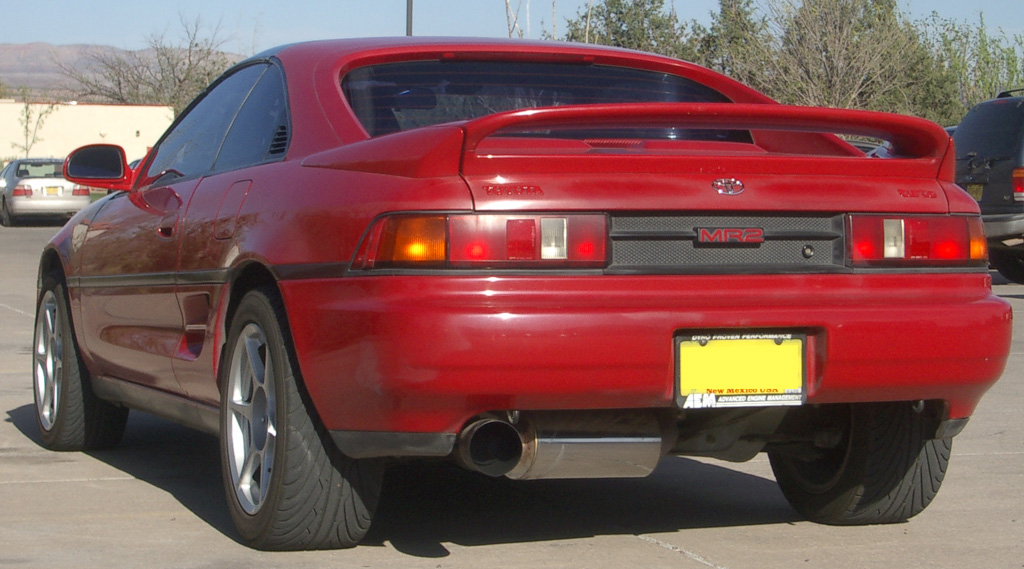
Bil med inbyggd spoiler.

Spoiler (av engelska: spoil, "spoliera"), lyftkraftspoiler (engelska: lift spoiler) eller störklaff (av tyska: Störklappe) är inom aerodynamik en anordning som minskar lyftkraften hos exempelvis ett fordon i rörelse genom att "spoliera" (fördärva) luftströmmen med en rörlig skiva (klaff), ej olikt hur en vingklaff ökar lyftkraften hos en vinge genom att omdirigera luftströmmens flöde runt vingprofilen, fast med skillnaden att en "störklaff" istället avleder luftströmmen från vingen, vilket resulterar i ökat luftmotstånd och minskad lyftkraft.
Hos bilar, som även kan ha spoilers av estetiska skäl, blir effekten bland annat bättre vägegenskaper.